# María Josefa Mujía
María Josefa Mujía (1812–1888) là một nhà thơ người Bolivia. Bị mù từ năm 14 tuổi, bà là một trong những nhà thơ lãng mạn đầu tiên của Bolivia và được coi là nhà văn nữ đầu tiên của đất nước sau độc lập. Thơ ca của bà được ca ngợi vì sự chân thành và lời lẽ của nó, trong khi đó nội dung đen tối và buồn rầu của nó đã mang lại cho bà biệt danh "la Alondra del dolor" (the "Lark of pain").

## Tiểu sử
María Josefa Catalina Estrada Mujía sinh ra tại Sucre vào năm 1812 là con của Miguel Mujía và Andrea Estrada. Bà lớn lên trong cuộc Chiến tranh Độc lập Bolivia (1809–1825) và là người nhiều tuổi nhất trong sáu anh em. Ban đầu bà được giáo dục về văn học kinh điển Tây Ban Nha và các tác phẩm của Pedro Calderón de la Barca. Sau cái chết của cha mình, bà đã trở thành người mù ở tuổi 14. Sau đó bà đã trải qua phẫu thuật mắt nhưng không có kết quả.
Anh trai Augustus của bà thường dành các buổi chiều để đọc những tác phẩm tôn giáo và văn học cho bà. Ông cũng viết thư giúp bà và sao chép lại thơ của bà. Mặc dù ông đã hứa với bà sẽ giữ bí mật công việc của bà nhưng ông đã dạy bài thơ "La ciega" ("Người phụ nữ mù") cho một người bạn. Sau đó nó được xuất bản trên tờ báo Eco de la Opinión newspaper vào năm 1850 và trở thành một trong những bài thơ nổi tiếng nhất của Mujía. Theo Gabriel René Moreno, sau sự kiện này bà đã tham gia vào một cuộc thi quốc gia để soạn một dòng chữ khắc lên ngôi mộ của Simón Bolívar.